# Habroscopa
Habroscopa é um gênero de traça pertencente à família Agonoxenidae.